# Fumiko Orikasa
Fumiko Orikasa (折笠 富美子 Orikasa Fumiko?,  Taito-shi, 27 de diciembre de 1974) es una seiyū y cantante japonesa. Es representada por la Tokyo Actor's Consumer's Cooperative Society. Es una bailarina habilidosa, y muchos de sus compañeros seiyūs y fanes se refieren a ella afectuosamente con el nombre de "Oririn (オリリン Oririn)."[cita requerida]

## Filmografía

### Trabajo
| Tipo                 | Año/s                                  |
| -------------------- | -------------------------------------- |
| Videojuegos          | 2006-2008                              |
| Películas            | 2006                                   |
| Especiales de Anime  | 2005-2010, 2012-2015                   |
| Discografías         | 2004-2005, 2007, 2009                  |
| Películas de Anime   | 2002, 2006-2015                        |
| ONA                  | 2001-2002, 2006-2007, 2009, 2011, 2015 |
| Series de Anime      | 1999-presente                          |
| OVA                  | 1993-2011, 2015-2016                   |
| Series de Televisión | ????-????                              |

### Doblajes japonés

#### Películas
| Año  | Película            | Personaje        | Notas                    |
| ---- | ------------------- | ---------------- | ------------------------ |
| 2006 | High School Musical | Gabriella Montez | Película para Televisión |

#### Series de Televisión
| Año       | Serie de Televisión            | Personaje   | Notas |
| --------- | ------------------------------ | ----------- | ----- |
| ????-???? | CSI: Crime Scene Investigation | Nora Easton |       |

### Anime

#### Series de Anime
| Año/s               | Anime                                           | Personaje/s                        | Episodios                              |
| ------------------- | ----------------------------------------------- | ---------------------------------- | -------------------------------------- |
| 2017                | Shōkoku no Altair                               | Cecilia Brega                      |                                        |
| 2017                | Little Witch Academia                           | Lotte Yanson                       | 25 episodios                           |
| 2016                | Luck & Logic                                    | Altemis                            | 7 episodios (aproximadamente)          |
| 2015                | Dog Days                                        | Leaf Lang (Shar Harva)             | 10 episodios (aproximadamente)         |
| 2015                | Ushio to Tora                                   | Mikado Hizaki                      | 1 episodio (4)                         |
| 2014-2015           | Majin Bone                                      | Liebert                            | Varios episodios                       |
| 2013-2014           | Hajime no Ippo: Rising                          | Yuki                               | 15 episodios (aproximadamente)         |
| 2013                | Hakkenden: Tōhō Hakken Ibun                     | Kaho                               | 10 episodios (aproximadamente)         |
| 2012-2015           | Kuroko no Basket                                | Satsuki Momoi                      | Varios episodios                       |
| 2012-2014           | Kuromajo-san ga Tōru                            | Chiyoko Kurotori                   | 60 episodios                           |
| 2012                | Street Fighter X Tekken Vita                    | Chun-Li                            | 3 episodios (1-3)                      |
| 2011-2012           | Last Exile: Ginyoku no Fam                      | Vasant                             | 15 episodios (aproximadamente)         |
| 2011-2012           | Suite PreCure                                   | Kanade Minamino/Cure Rhythm        | 48 episodios+película                  |
| 2011                | Natsume Yūjinchō san                            | Murasaki                           | 10 episodios (aproximadamente)         |
| 2011                | Nurarihyon no Mago: Sennen Makyō                | Yukari                             | 15 episodios (aproximadamente)         |
| 2011                | Wolverine                                       | Mariko Yashida                     | 9 episodios                            |
| 2010                | Cobra The Animation                             | Eight                              | 12 episodios                           |
| 2010                | Pokémon: Negro y Blanco                         | Yuri                               | 1 episodio (12)                        |
| 2009-2010           | Fullmetal Alchemist (Hagane no Renkinjutsushi)  | Riza Hawkeye                       | 4-64, 40 episodios                     |
| 2009-2010           | Kobato.                                         | Sayaka Okiura                      | 22 episodios                           |
| 2009                | Ristorante Paradiso                             | Nicoletta                          | 11 episodios                           |
| 2008-2011           | Inazuma Eleven                                  | Aki Kino                           | Varios episodios                       |
| 2008-2009           | Druaga no Tō: The Aegis of Uruk                 | Kaaya                              | 18 episodios                           |
| 2008-2009           | Live On Cardliver Kakeru                        | Ai Kozeru                          | 51 episodios                           |
| 2008                | Bōnen no Xamdō                                  | Nishimura Haru                     | 26 episodios                           |
| 2008                | Hyakko                                          | Torako Kageyama                    | 13 episodios                           |
| 2008                | Shigofumi                                       | Haruno Kasai                       | 5 episodios                            |
| 2008                | Telepathy Shōjo Ran Jiken Note                  | Momoko Ohara                       | 5 episodios                            |
| 2008                | Vampire Knight                                  | Shizuka Hiō                        | 13 episodios                           |
| 2007-2015           | Gintama                                         | Kyūbei Yagyū/ Pinbei/ Jyūbei Yagyū | 52 episodios                           |
| 2007-2008           | Jūshin Enbu: Hero Tales                         | Taki                               | 20 episodios (aproximadamente)         |
| 2007                | Dennō Coil                                      | Yūko Okonogi                       | 20 episodios (aproximadamente)         |
| 2007                | Devil May Cry                                   | Lady                               | 12 episodios                           |
| 2007                | Mononoke                                        | Setsuko Ichikawa                   | 10 episodios (aproximadamente)         |
| 2007                | Nodame Cantabile                                | Yuiko Miyoshi                      | 15 episodios (aproximadamente)         |
| 2007                | Shōnen Onmyōji                                  | Kazane / Jojutsushi                | 3 episodios                            |
| 2006-2008           | Code Geass - Lelouch of the Rebellion           | Shirley Fenette                    | 20 episodios                           |
| 2006-2007           | Higurashi no Naku Koro ni                       | Chie Rumiko                        | 14 episodios                           |
| 2006-2007           | Tenpō Ibun: Ayakashi Ayashi                     | Atl / Atoru                        | 25 episodios                           |
| 2006                | Gin'iro no Olynsis: Tokito                      | Airi                               | 12 episodios                           |
| 2006                | Nishi no Yoki Majo                              | Firiel Dee                         | 13 episodios                           |
| 2006                | Tokkō                                           | Sakura Tokujo                      | 13 episodios                           |
| 2005-2008           | Saint Seiya (Saga de Hades) (Inferno & Elysion) | Saori Kido / Athena                | 15 episodios                           |
| 2005-2006           | Glass no Kamen                                  | Sayaka Minazuki                    | Varios episodios                       |
| 2005                | Ichigo Mashimaro                                | Miu Matsuoka                       | 12 episodios                           |
| 2005                | Jinki: Extend                                   | Aoba Tsuzaki                       | 13 episodios                           |
| 2005                | Pani Poni Dash!                                 | Himeko Katagiri                    | 23 episodios                           |
| 2004-2012           | Bleach                                          | Rukia Kuchiki                      | 366 episodios                          |
| 2004-2005           | Agatha Christie no Meitantei Poirot to Murple   | Mabel West                         | 39 episodios                           |
| 2004-2005           | Mobile Suit Gundam SEED DESTINY                 | Meyrin Hawke                       | 26 episodios                           |
| 2004                | Samurai 7                                       | Kirara Mikumari                    | 26 episodios                           |
| 2004                | Kenran Butō Sai: The Mars Daybreak              | Ester Ein Astrada                  | 15 episodios (aproximadamente)         |
| 2003-2006           | Zatch Bell!                                     | Sherry Belmont                     | 100 episodios (aproximadamente)        |
| 2003-2004           | Ashita no Nadja                                 | Sylvie Alte                        | 50 episodios (aproximadamente)         |
| 2003-2004           | Battle Programmer Shirase                       | Yoriko Yunoki                      | 15 episodios                           |
| 2003-2004           | Kaleido Star                                    | Marion                             | 28 episodios                           |
| 2003-2004           | Massugu no Ikō                                  | Ikuko Wakatsuki                    | 9 episodios                            |
| 2003                | Stellvia of the Universe                        | Yayoi Fujisawa                     | Varios episodios                       |
| 2003                | Gad Guard                                       | Arashi Shinozuka                   | 20 episodios (aproximadamente)         |
| 2003                | Scrapped Princess                               | Pacifica Casull                    | 4 episodios                            |
| 2003                | Shingetsutan Tsukihime                          | Ciel                               | 12 episodios                           |
| 2003                | Stratos 4                                       | Kukihara Karin                     | 13 episodios                           |
| 2002, 2004, 2006    | Ultimate Muscle (Kinnikuman Nisei)              | Rinko Nikaidō                      | 60 episodios (aproximadamente)         |
| 2002-2009           | Atashin'chi                                     | Mikan Tachibana                    | 330 episodios                          |
| 2002-2003           | Chobits                                         | Yuzuki                             | 2 episodios                            |
| 2002-2003           | Overman King Gainer                             | Karin Bōne                         | 15 episodios (aproximadamente)         |
| 2002-2003           | Puchi Puri Yūshi                                | Beth                               | 26 episodios                           |
| 2002                | Haibane Renmei                                  | Hikari                             | 13 episodios                           |
| 2002                | RahXephon                                       | Kim Hotaru                         | 3 episodios                            |
| 2002                | Saikano                                         | Chise                              | 10 episodios (aproximadamente)         |
| 2001, 2016-presente | One Piece                                       | Miss Valentine/Wanda               | 10+¿? episodios (64-67, 73-77, 751-¿?) |
| 2001-2003           | Inuyasha                                        | Enju/Sara-hime/Nazuna              | 4 episodios                            |
| 2001-2002           | Digimon Tamers                                  | Rika Nonaka                        | 51 episodios                           |
| 2001-2002           | Figure 17: Tsubasa & Hikaru                     | Hikaru Shiina                      | 13 episodios                           |
| 2001-2002           | Hellsing                                        | Seras Victoria                     | 13 episodios                           |
| 2001, 2014          | Pokémon                                         | Anju                               | 2 episodios (181, 17x28)               |
| 2001                | Dejimon Teimāzu                                 | Ruki Makino                        | 27 episodios                           |
| 2001                | I my me! Strawberry Eggs                        | Seiko Kasunagomichi                | 4 episodios                            |
| 2001                | Kogepan                                         | Ichigopan                          | 10 episodios                           |
| 2001                | Mahō Senshi Louie                               | Celecia                            | 15 episodios (aproximadamente)         |
| 2001                | Star Ocean EX                                   | Westa                              | 3 episodios                            |
| 2000-2001           | Mirai sentai Timeranger                         | Time Robota                        | 20 episodios                           |
| 2000                | Boogiepop Phantom                               | Saki Yoshizawa                     | 10 episodios (aproximadamente)         |
| 2000                | Boys be...                                      | Sayaka Kanzaki                     | 10 episodios (aproximadamente)         |
| 2000                | NieA Under 7                                    | Chiaki Komatsu                     | 13 episodios                           |
| 2000                | Vandread                                        | Meia Gisborn                       | 13 episodios                           |
| 1999-2000           | Great Teacher Onizuka                           | Azusa Fuyutsuki                    | 43 episodios                           |
| 1999-2000           | Restol, The Special Rescue Squad                | Mia                                | Varios episodios                       |

#### Especiales de Anime
| Año/s     | Especial                                                | Procedencia                     | Personaje       | Notas        |
| --------- | ------------------------------------------------------- | ------------------------------- | --------------- | ------------ |
| 2015      | Kuroko no Basket: Saikō no Present desu                 | Kuroko no Basket                | Satsuki Momoi   |              |
| 2014      | Kuroko no Basket: Oshaberi demo Shimasen ka             | Kuroko no Basket                | Satsuki Momoi   |              |
| 2014      | Kuroko no Basket: Mō Ikkai Yarimasen ka                 | Kuroko no Basket                | Satsuki Momoi   |              |
| 2013      | Kuroko no Basket: Tip Off                               | Kuroko no Basket                | Satsuki Momoi   |              |
| 2012-2013 | Kuroko no Basket NG-Shuu                                | Kuroko no Basket                | Satsuki Momoi   | 9 especiales |
| 2012      | Kuroko no Basket: Oshaberi Shiyokka                     | Kuroko no Basket                | Satsuki Momoi   |              |
| 2009      | Kawa no Hikari                                          |                                 | Taata           |              |
| 2009      | Pani Poni Dash! Danjite Okonaeba Kishin mo Kore wo Saku | Pani Poni Dash!                 | Himeko Katagiri |              |
| 2008      | Druaga no Tō: The Aegis of Uruk - Jil no Bōken          | Druaga no Tō: The Aegis of Uruk | Kaaya           |              |
| 2008      | Gintama Shiroyasha Kōtan                                | Gintama                         | Kyūbē Yagyū     |              |
| 2007      | Higurashi no Naku Koro ni: Nekogoroshi-hen              | Higurashi no Naku Koro ni       | Rumiko Chie     |              |
| 2006      | Bleach: The Sealed Sword Frenzy                         | Bleach                          | Rukia Kuchiki   |              |
| 2005      | Bleach Memories in the Rain                             | Bleach                          | Rukia Kuchiki   |              |
| 2005      | Ichigo Mashimaro Episodio 0                             | Ichigo Mashimaro                | Miu Matsuoka    |              |

#### Películas de Anime
| Año  | Película                                                                | Procedencia                     | Personaje              | Notas         |
| ---- | ----------------------------------------------------------------------- | ------------------------------- | ---------------------- | ------------- |
| 2015 | Little Witch Academia: Mahōjikake no Parade                             |                                 | Lotte Yansson          |               |
| 2015 | Persona 3: Falling Down                                                 | Videojuegos: Persona            | Maiko Ōhashi           | 3ª película   |
| 2014 | Persona 3: Midsummer Knight's Dream                                     | Videojuegos: Persona            | Maiko Ōhashi           | 2ª película   |
| 2013 | Gintama Movie: Kanketsu-hen - Yorozuya yo Eien Nare                     | Manga: Gintama                  | Kyūbē Yagyū            |               |
| 2013 | Little Witch Academia                                                   |                                 | Lotte Yansson          |               |
| 2012 | Planetarium Uchū Kyōdai: Itten no Hikari                                | Manga: Uchū Kyōdai              | Hikari                 |               |
| 2012 | Precure All Stars Movie New Stage: Mirai no Tomodachi                   | Anime: Pretty Cure              | Kanade Minamino        |               |
| 2011 | Fullmetal Alchemist: The Sacred Star of Milos                           | Manga: Fullmetal Alchemist      | Riza Hawkeye           |               |
| 2011 | Hoshi wo Ō Kodomo                                                       |                                 | Madre de Watase        |               |
| 2011 | Precure All Stars DX3: Mirai no Todoke! Sekai wo Tsunagu Nijiro no Hana | Anime: Pretty Cure              | Kanade Minamino        |               |
| 2010 | Bleach Movie 4: Jigoku-hen                                              | Manga: Bleach                   | Rukia Kuchiki          | 4ª película   |
| 2010 | Gintama Movie: Shinyaku Benizakura-hen                                  | Manga: Gintama                  | Kyūbē Yagyū            |               |
| 2010 | Inazuma Eleven: Saikyō Gundan Ogre Shūrai                               | Manga: Inazuma Eleven           | Aki Kino               |               |
| 2009 | Detective Conan Movie 13: The Raven Chaser                              | Manga: Detective Conan          | Nanako Honjō           | 13.ª película |
| 2009 | El Profesor Layton y la Diva Eterna                                     | Videojuegos: El Profesor Layton | Melina Whistler        |               |
| 2008 | Bleach Movie 3: Fade to Black - Kimi no Na wo Yobu                      | Manga: Bleach                   | Rukia / Hisana Kuchiki | 3ª película   |
| 2007 | Bleach Movie 2: The DiamondDust Rebellion - Mō Hitotsu no Hyōrinmaru    | Manga: Bleach                   | Rukia Kuchiki          | 2ª película   |
| 2007 | Naruto Shippūden Movie 1                                                | Manga: Naruto Shippūden         | Miroku                 | 1ª película   |
| 2006 | Animal Crossing: La película                                            | Videojuegos Animal Crossing     | Rita                   |               |
| 2006 | Bleach Movie 1: Memories of Nobody                                      | Manga: Bleach                   | Rukia Kuchiki          | 1ª película   |
| 2004 | Inuyasha: Guren no Hōraijima                                            | Manga: Inuyasha                 | Asagi                  |               |
| 2002 | Millennium Actress                                                      |                                 | Chiyoko Fijiwara       |               |
| 2002 | Pokémon: Mizu no Miyako no Mamorigami Latias to Latios                  | Videojuegos: Pokémon            | Kanon                  |               |

#### OVA
Artículo Principal: OVA
| Año/s     | OVA                                        | Procedencia                        | Personaje          | Notas                          |
| --------- | ------------------------------------------ | ---------------------------------- | ------------------ | ------------------------------ |
| 2015-2016 | Kamisama Hajimemashita: Kako-hen           | Kamisama Hajimemashita             | Yukiji             | 4 OVAs                         |
| 2010      | Nodame Cantabile OVA                       | Nodame Cantabile                   | Yuiko Miyoshi      |                                |
| 2009      | Ichigo Mashimaro Encore                    | Ichigo Mashimaro                   | Miu Matsuoka       | 2 OVAs                         |
| 2009      | Hyakko                                     | Hyakko                             | Torako Kageyama    |                                |
| 2007      | Ichigo Mashimaro OVA                       | Ichigo Mashimaro                   | Miu Matsuoka       | 3 OVAs                         |
| 2006      | Jinki: Extend OVA                          | Jinki: Extend                      | Aoba Tsuzaki       | OVA equivalente al episodio 13 |
| 2004      | Hourglass of Summer                        | Novela visual: Hourglass of Summer | Ligene (Lee Jane)  | 2 OVAs                         |
| 2003      | Aquarian Age: Saga II - Don't Forget Me... |                                    | Misuzu Itsukushima |                                |
| 1993-2011 | Black Jack                                 | Black Jack                         | Tsukiko            | 12 OVAs                        |

#### ONA
Artículo Principal (Desambiguación): ONA
| Año/s     | ONA                 | Procedencia           | Personaje       | Notas   |
| --------- | ------------------- | --------------------- | --------------- | ------- |
| 2015      | Chu Feng: B.E.E     |                       | Baihua          | 6 ONAs  |
| 2011      | Precure kara no Ōen | Futari wa Pretty Cure | Kanade Minamino |         |
| 2009      | Ontama!             |                       | Ichigo Tamura   | 5 ONAs  |
| 2006-2007 | Flag                |                       | Kufura          | 13 ONAs |
| 2001-2002 | 6 Angels            |                       | Maki Aoba       | 6 ONAs  |

#### Videojuegos
| Año  | Videojuego                              | Personaje | Procedencia   | Distribuidora           |
| ---- | --------------------------------------- | --------- | ------------- | ----------------------- |
| 2008 | Street Fighter IV                       | Chun-Li   |               | Capcom                  |
| 2008 | Tatsunoko vs Capcom: Ultimate All-Stars | Chun-Li   |               | Capcom                  |
| 2007 | Luminous Arc                            | Cecille   |               | Marvelous Entertainment |
| 2006 | Dirge of Cerberus                       | Shelke    | Final Fantasy | Square Enix             |

## Discografía
| Año  | Mes        | Nombre              | Anotaciones |
| ---- | ---------- | ------------------- | ----------- |
| 2009 | Marzo      | Serendipity         |             |
| 2007 | Diciembre  | うららか (Urara ka) |             |
| 2005 | Septiembre | Flower              |             |
| 2004 | Enero      | Lune                |             |